# Harry Andree
Harry Andree (2 de outubro de 1913 - 15 de agosto de 1944) foi um oficial alemão que serviu na  durante a Segunda Guerra Mundial. Foi condecorado com a Cruz de Cavaleiro da Cruz de Ferro.